# Annanaikanahalli, Arsikere
Annanaikanahalli là một làng thuộc tehsil Arsikere, huyện Hassan, bang Karnataka, Ấn Độ.